# Яранов, Димитр Атанасов
Димитр Атанасов Яранов (болг. Димитър Атанасов Яранов; 21 октября 1909, Салоники — 14 августа 1962, София) — болгарский географ и геолог.

## Биография
Родился 21 октября 1909 года в городе Салоники (ранее Османская империя, ныне Греция). Сын Атанаса Яранова-старшего, экономиста. Окончил Софийский университет по специальности «география», проходил стажировку в Берлинском университете имени Гумбольдта, где защитил докторскую диссертацию; преподавал физическую географию в Софийском университете и получил звание профессора. Также читал лекции в парижском университете Сорбонна, в Скопье и Берлинском университете Гумбольдта. Участник серии экспедиций в Западную Африку, Сахару, Средиземноморье, Малую Азию и другие земли.
Яранов занимался исследованием болгарских водохранилищ Искыр, Кырджали, Пасарел, Белмекен-Сестримо и многих других. Работал в системах геологического исследования, руководил отделением тектоники в Научно-исследовательском геологическом институте Болгарии при Главном управлении по геологическим и горным исследованиям. Публиковался неоднократно в журнале «Македонски преглед», с 1938 года был секретарём Македонского научного института. В 1940 году после образования Болгарских акционных комитетов в Вардарской Македонии геолог Димитр Яранов и экономист Никола Стоянов встретились с председателем Совета министров Богданом Филовым, с которым обсуждали дальнейшее развитие событий в случае вступления Югославии во Вторую мировую войну и последующего поражения.
В 1942 году Яранов был избран снова секретарём Македонского научного института, а также назначен руководителем болгарского представительства в греческих Салониках, чтобы собирать и обобщать этнодемографические статистические данные по региону. С 1942 по 1944 годы он также был культурным атташе в Берлине. После переворота 9 сентября 1944 года был уволен из Софийского университета по обвинению в сотрудничестве с немецкими и болгарскими фашистами. В 1946 году Македонский научный институт опубликовал крупное исследование «Македония как естественное и экономическое целое» (болг. Македония като природно и стопанско цяло), автором которого с высокой долей вероятности был Яранов (по мнению историков Георгия Даскалова и Александра Гребенарова, Яранов не представился по политическим причинам). В исследовании не упоминалось ничего о болгарском населении или македонских болгарах (подобные упоминания могли сказаться плохо на отношения Болгарии и СФРЮ).
Димитр Яранов скончался 14 августа 1962 года в Софии.
Его сын, Атанас Яранов-младший, стал художником.